# Гамбия (колония и протекторат)
Колония и протекторат Гамбия (англ. Gambia Colony and Protectorate) — британская колониальная администрация в Гамбии, существовавшая с 1821 по 1965 год. Состояла из двух частей: колонии, включавшей в себя Батерст (ныне Банжул) с окрестностями, и протектората, располагавшегося на территории вдоль реки Гамбии.

## История
Основой колонии стали форты Джеймс и Батерст, основанные британскими войсками в 1815 и 1816 годах соответственно. В ранние периоды существования они находились в подчинении Колонии и протектората Сьерра-Леоне. Однако к 1888 году форты были выделены в самостоятельную административную единицу с постоянно назначаемым губернатором.
Границы британских владений были предметом споров, поскольку на эту область претендовали французы, чтобы присоединить её к французскому Сенегалу. Кроме того, британское правительство неоднократно пыталось обменять с Францией эти земли на другие территории, например, в верховьях реки Нигер. В 1889 году Франция и Великобритания установили границу на уровне 10 км к северу и югу от реки и к востоку до Ярбутенды, самой дальней судоходной точки на Гамбии.
В 1965 году Гамбия стала независимым государством в рамках Содружества наций.

## Политика
Управлением колонии занимался губернатор и его администрация, в которую входили генеральный прокурор, старший медицинский сотрудник, таможенный контролёр и директор общественных работ. Существовало два совета, которые отвечали за исполнительную и законодательную власти соответственно.
В 1960 году в Гамбии была принята конституция, утвердившая парламент страны — Палату представителей. 19 депутатов избирались путём всеобщего голосования, 8 — только вождями. В этот же период, конец 1950-х и начало 1960-х, происходит формирование первых политических партий — «Объединённая партия Гамбии» и «Народная прогрессивная партия Гамбии».

## Воинские части
В 1901 году в составе Королевских пограничных сил Западной Африки была сформирована Гамбийская рота, которая в 1940—1945 годах была преобразована в полк. Подразделение приняло участие в обеих мировых войнах.

## Экономика

### Сельское хозяйство
Экономика Гамбии, как и других африканских колоний того времени, была основана на сельском хозяйстве. Почти весь экспорт составлял бамбарский земляной орех, что сделало страну экономически уязвимой.
Были предприняты попытки увеличить производство других товаров. Корпорация развития Содружества разработала программу по птицеводству. Целью проекта стало производство двадцати миллионов яиц и одного миллиона фунтов домашней птицы в год. Однако реализовать задуманное не получилось, поскольку брюшной тиф уничтожил бо́льшую часть куриного поголовья, что вызвало критику в адрес корпорации.

### Транспорт
Река Гамбия была основным маршрутом судоходства и транспорта внутри страны с портом в Батерсте. Дорожная сеть была сосредоточена вокруг столицы, а остальные районы в основном были связаны грунтовыми дорогами.
Единственный аэропорт находился в Юндуме, построенном во время Второй мировой войны. В послевоенное время он использовался для пассажирских рейсов British South American Airways и British Overseas Airways Corporation.